# آبجی نسا
آبْجیْ نِسا، نمایش شادی‌آور زنانه، رایج در مناطق مختلف ایران است. شعر آن احتمالاً در زمان پهلوی سروده شده‌است. داستان آن اختلاف سنی و مشکل بودن ازدواج در زمان قاجار است.

## داستان
موضوع نمایشنامه، روایت آهنگینِ دختر دَم بختی است که دلباخته جوانی فقیر شده است، اما هم‌زمان پیرمردی ثروتمند خواستگار اوست. اقوام دختر با اندیشه مالی که ریشه در شرایط بد اقتصادیشان دارد، بدون توجه به اختلاف سنی دختر و پیرمرد در صدد راضی کردن دختر برای ازدواج با او هستند، چرا که آنان خوشبختی را در پول میبینند. داستان نمایش نشانگر یکی از مشکلات زنان، یعنی عدم امنیت اقتصادی و وابستگی مالی آنها به شوهرانشان است.